# Virgen de la Clemencia
Virgen de la Clemencia -conocida formalmente como Nuestra Señora de la Clemencia o Nuestra Señora de la Misericordia de Absam- es una advocación de María, que recibe veneración en el Catolicismo. La advocación consiste en el fragmento de una ventana de una casa campesina austrohúngara del siglo XVIII, en el que se puede ver el rostro de María.
El ícono fue considerado desde su aparición en 1797 como un misterio y se le venera en el santuario local de Absam, Austria (cerca de Innsbruck). Su fiesta es el 9 de enero.